# Hexapodibius boothi
Hexapodibius boothi är en djurart som tillhör fylumet trögkrypare, och som beskrevs av Hieronymus Dastych 1994. Hexapodibius boothi ingår i släktet Hexapodibius och familjen Calohypsibiidae. Inga underarter finns listade i Catalogue of Life.